# Cojoba chazutensis
Cojoba chazutensis är en ärtväxtart som först beskrevs av Paul Carpenter Standley, och fick sitt nu gällande namn av Maria de Lourdes Rico. Cojoba chazutensis ingår i släktet Cojoba, och familjen ärtväxter. Inga underarter finns listade i Catalogue of Life.